# Anisophyllea scortechinii
Anisophyllea scortechinii är en tvåhjärtbladig växtart som beskrevs av George King. Anisophyllea scortechinii ingår i släktet Anisophyllea och familjen Anisophylleaceae. Inga underarter finns listade i Catalogue of Life.